# Avenida San Martín (Florencio Varela)
La Avenida General José de San Martín es la principal arteria del Partido de Florencio Varela, en el Gran Buenos Aires, Argentina. Forma parte de la Ruta Provincial 53 junto con otras avenidas, como la avenida General Mosconi y la avenida Eva Perón.

## Extensión
Se extiende desde la Avenida Gobernador Monteverde (en el límite con Quilmes) hasta el Paso Bajo Nivel en el Cruce del Ferrocarril General Roca en la ciudad cabecera denominada San Juan Bautista (por decreto municipal). La numeración comienza en el 1 y termina en el 3498, recorriendo unos 4,2 km. en total.
En el Norte, la avenida continúa en el Partido de Quilmes como Avenida General Mosconi, que cuenta con un boulevard entre la Av. Monteverde y Camino General Belgrano. En el Sur, continúa como Avenida Eva Perón hasta la zona rural. En esta última parte, al cruzar el partido de La Plata ya se denomina Ruta 53.

## Recorrido
A continuación, un mapa esquemático de todo el recorrido de esta avenida.
|  |  | STR |

|  | STRq | KRZ | STRq |

|  |  | STR |

|  |  | TEEaq | STRq |

|  |  | TEEaq | STRq |

|  | STRq | TEEeq |  |

|  | STRq | TEEeq |  |

|  | exSTRq | MWNODE | exSTRq |

|  |  | STR |

|  |  | STR |

|  |  | TEEaq | STRq |

|  |  | exSKRZ-G+eBUE |

|  | STRq | KRZ | STRq |

|  | STRq | KRZ | STRq |

|  | STRq | KRZ | STRq |

|  | STRq | KRZ | STRq |

|  |  | STR |

|  | STRq | KRZ | STRq |

|  | STRq | KRZ | STRq |

|  | STRq | KRZ | STRq |

|  | STRq | KRZ | STRq |

|  | STRq | KRZ | STRq |

|  | STRq | KRZ | STRq |

| lDAMPF |  | SKRZ-Gu |  |

|  |  | STR |

## Paseo de hitos de la avenida
Sobre el boulevar central de la avenida, en el barrio Centro, se emplazan distintos monumentos, estatuas y placas alegóricas.

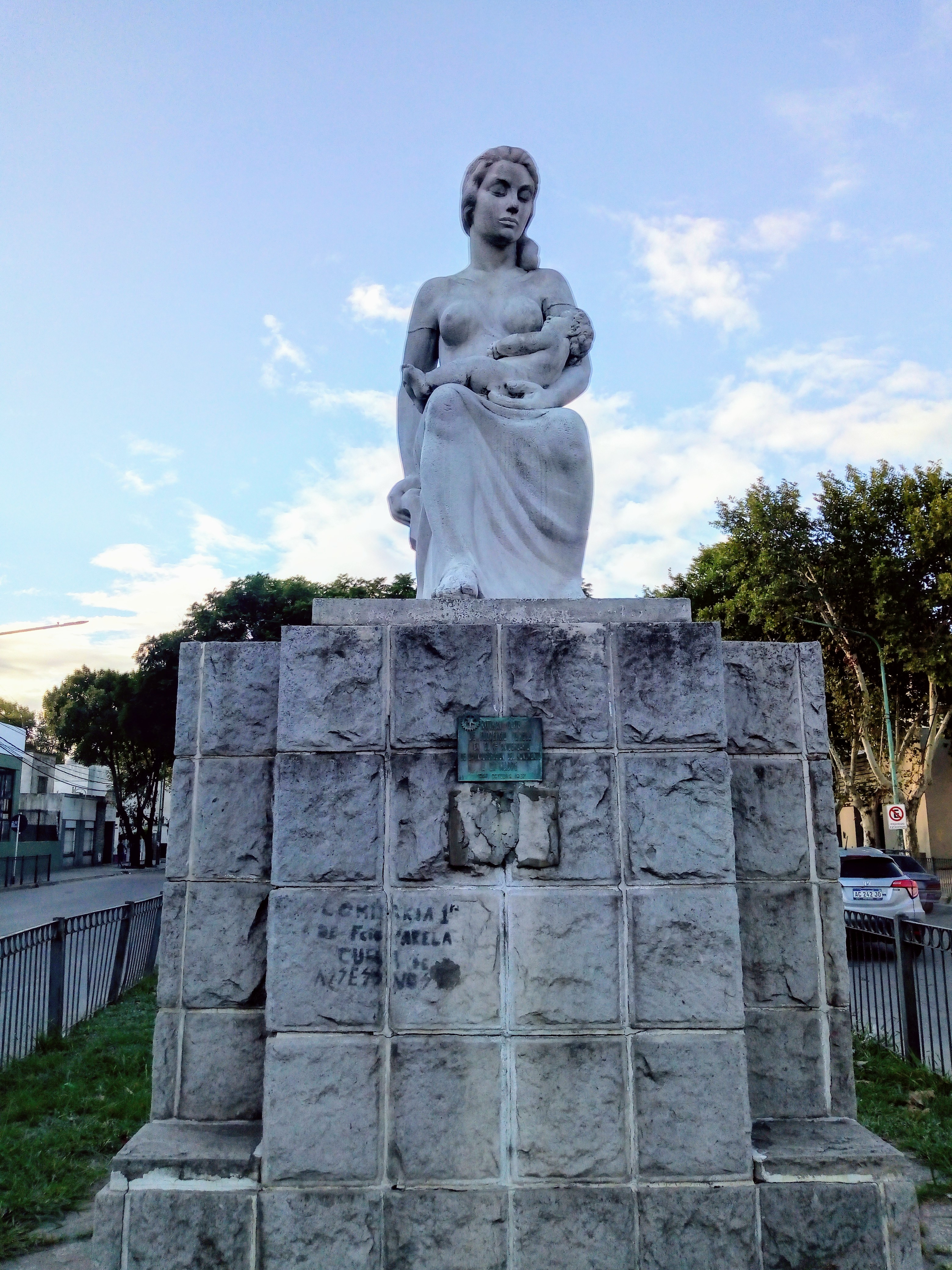
Monumento a la Madre, enfrente del busto anterior.
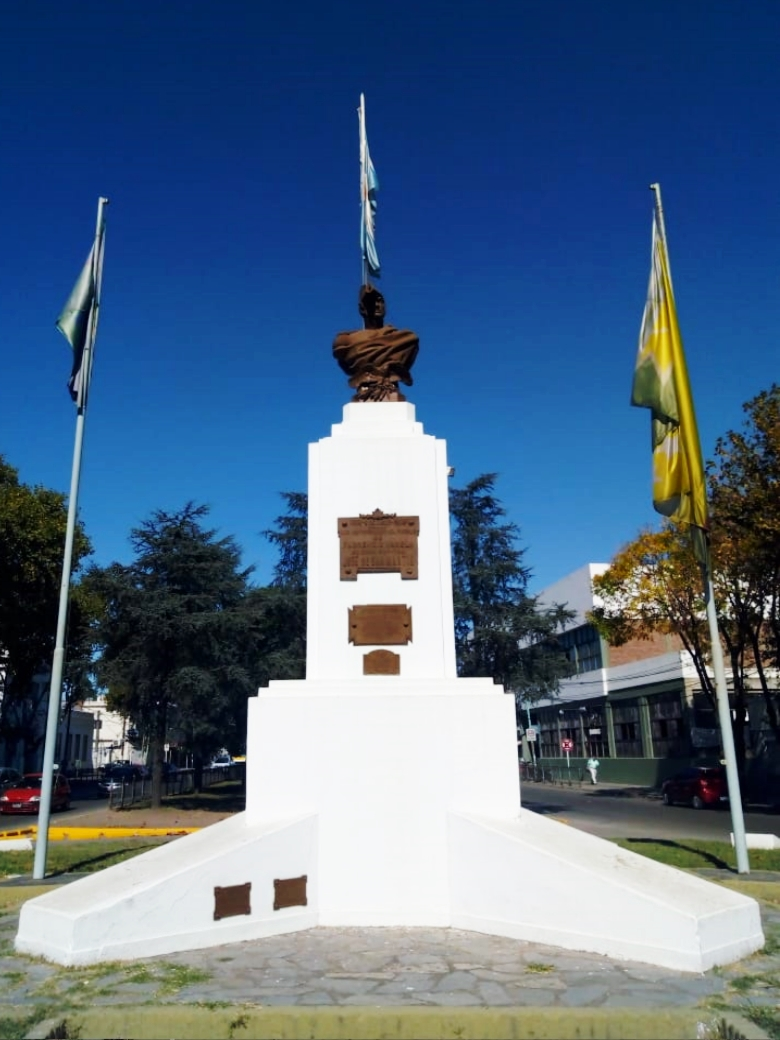
Monumento al Gral. José de San Martín, esquina Mitre - Rivadavia
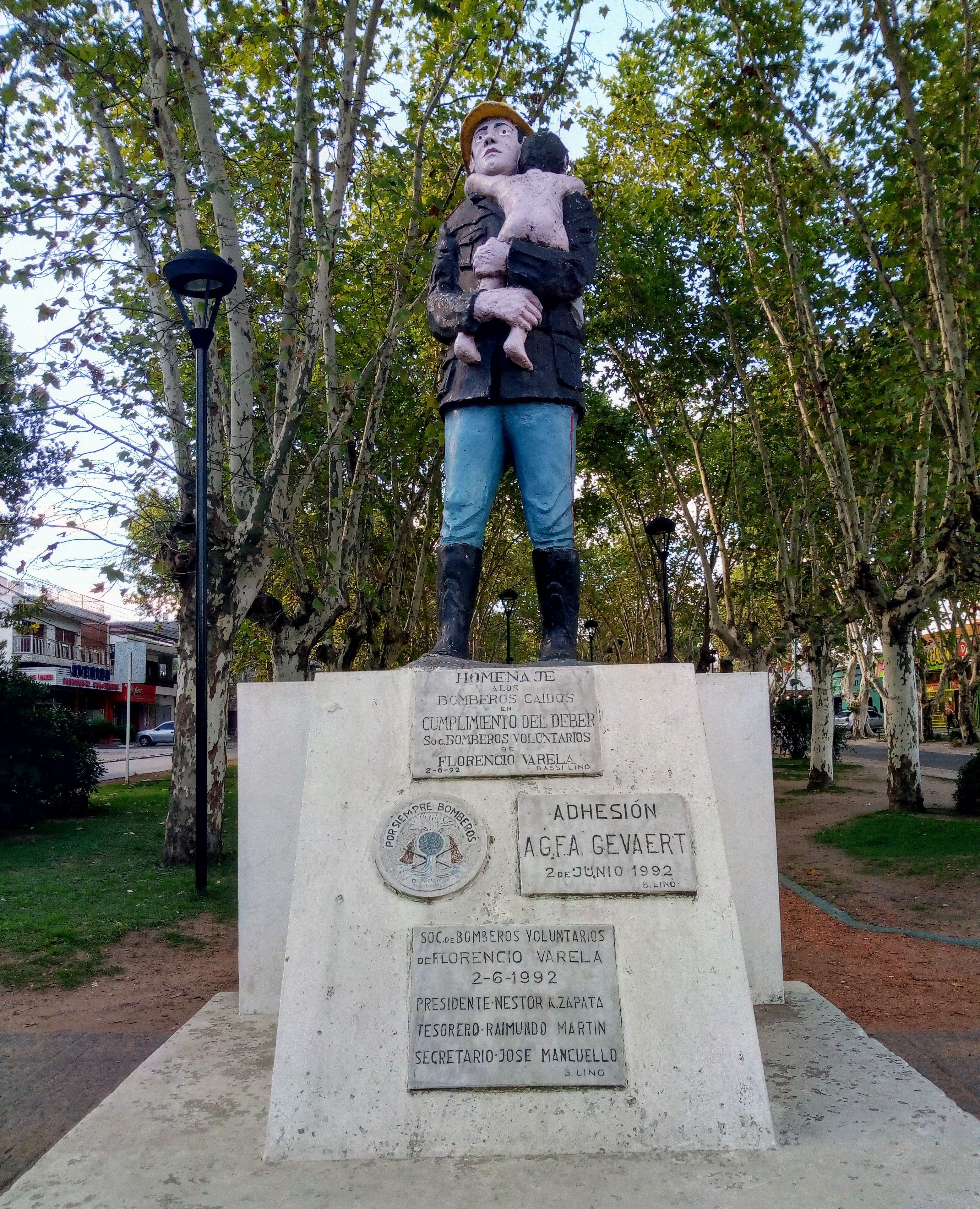
Estatua homenaje a los bomberos caídos en cumplimiento del deber, enfrente del monumento anterior.
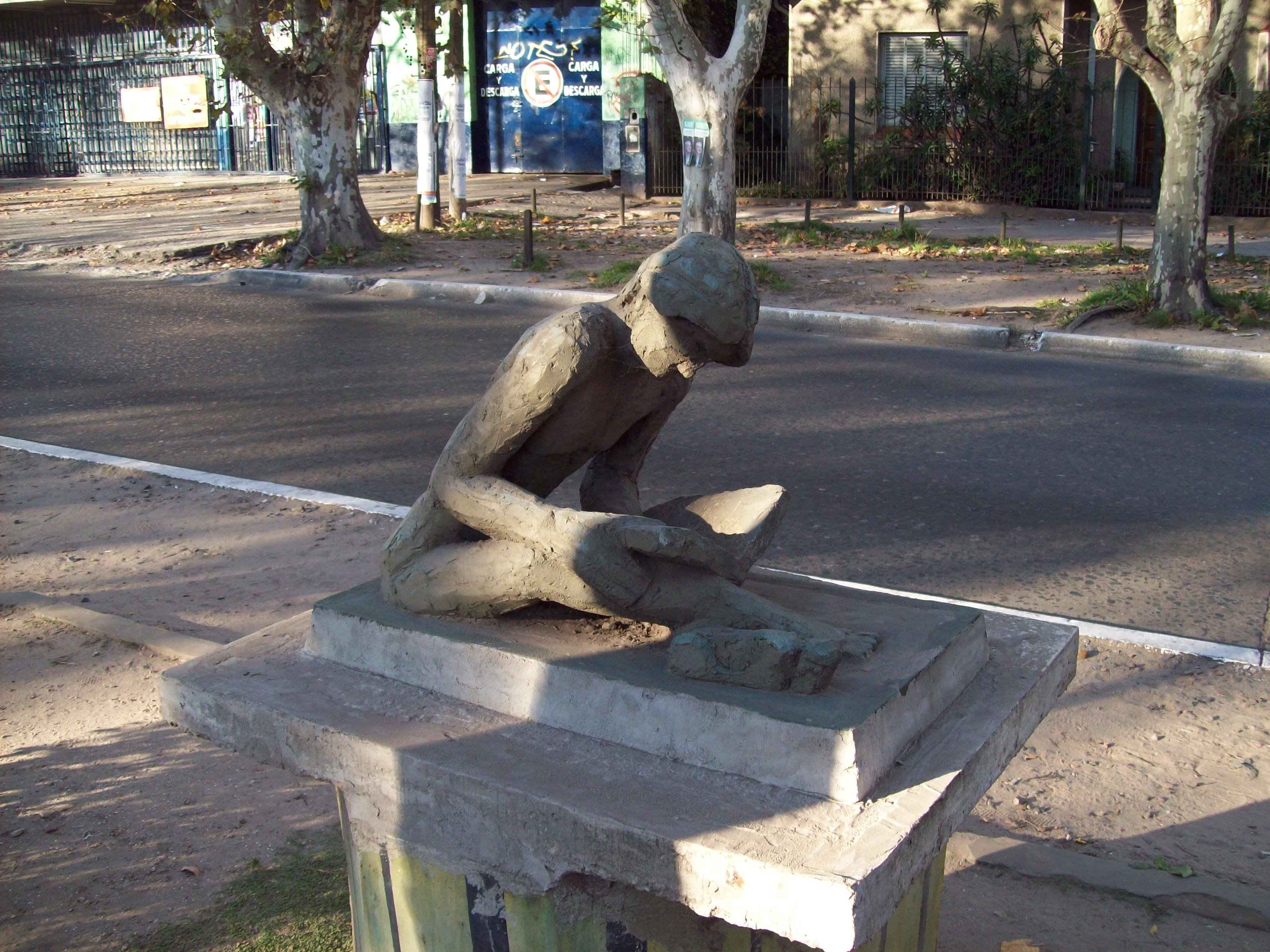
Escultura de lector en el paseo de esculturas de la plazoleta entre Mitre y Sallarés.
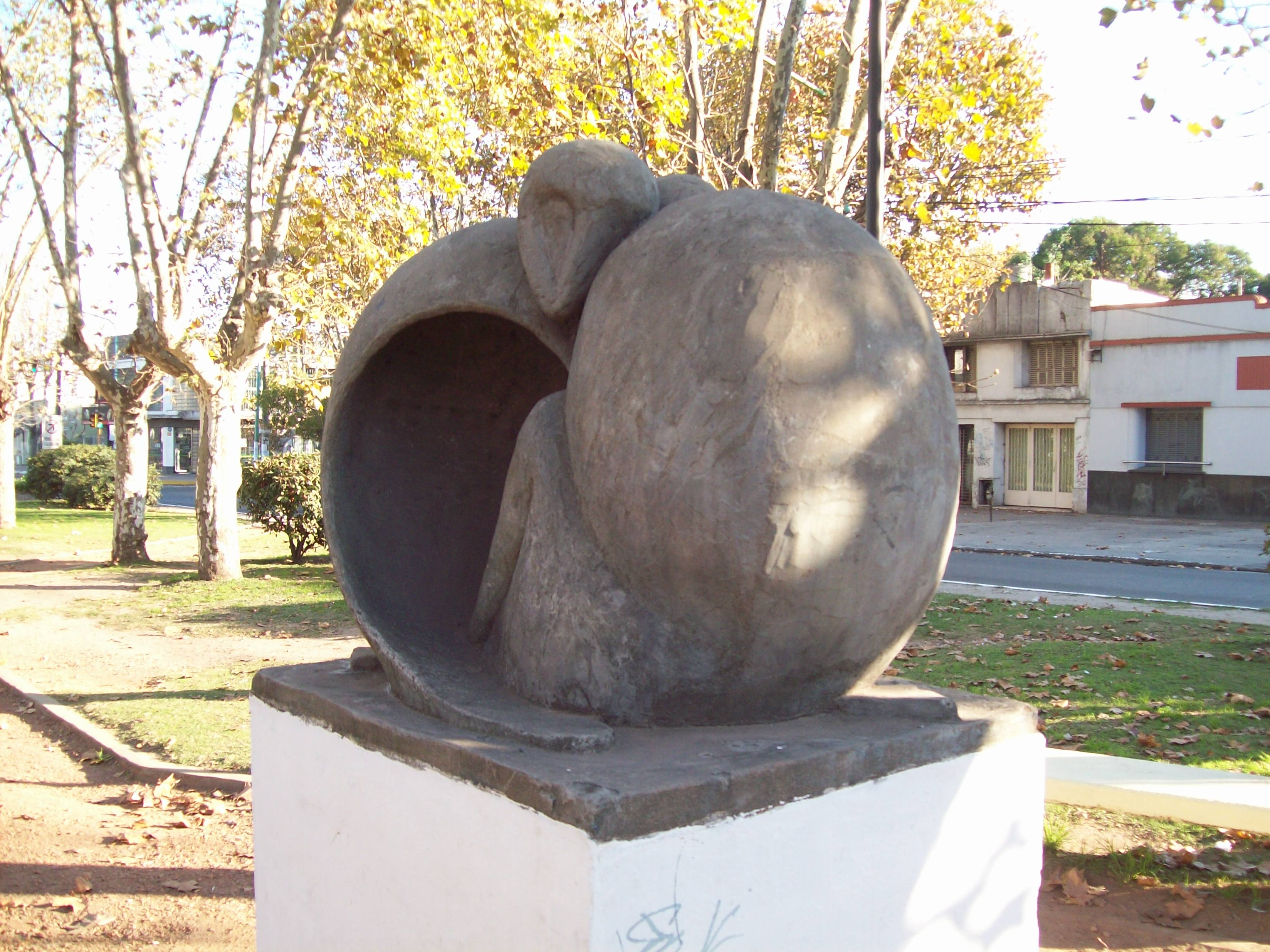
Paseo de las esculturas.
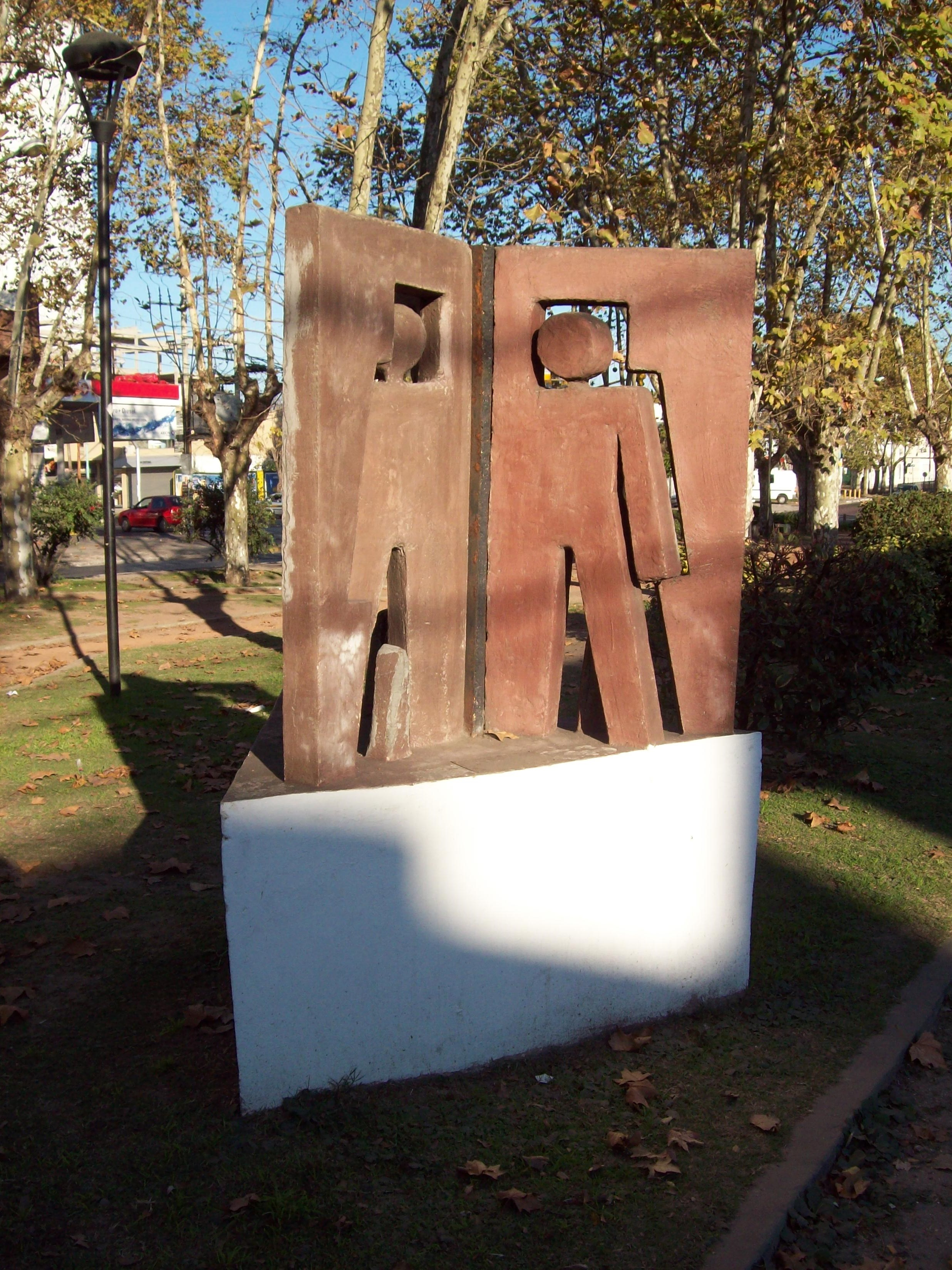
Paseo de las esculturas.
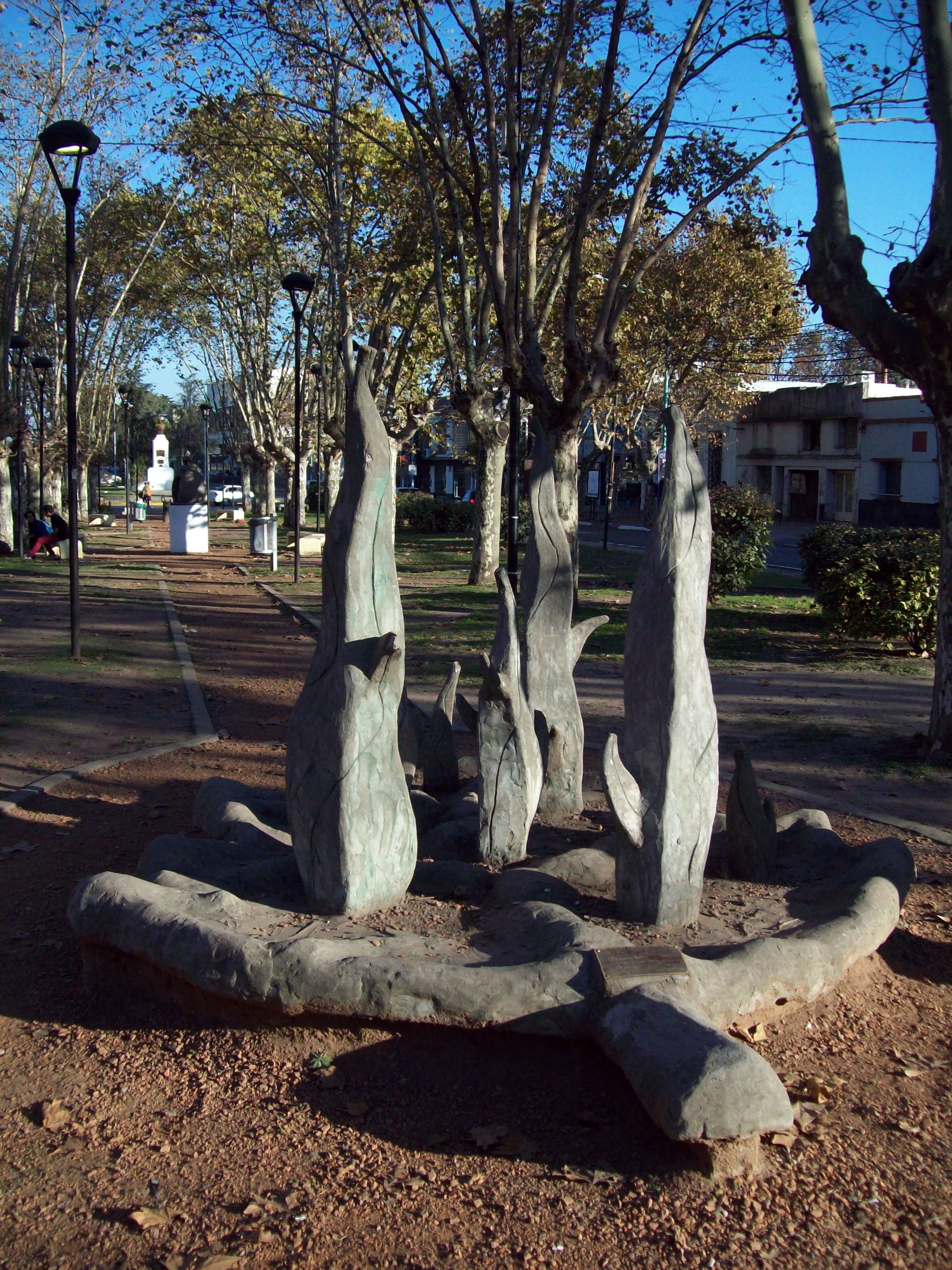
Paseo de las esculturas.
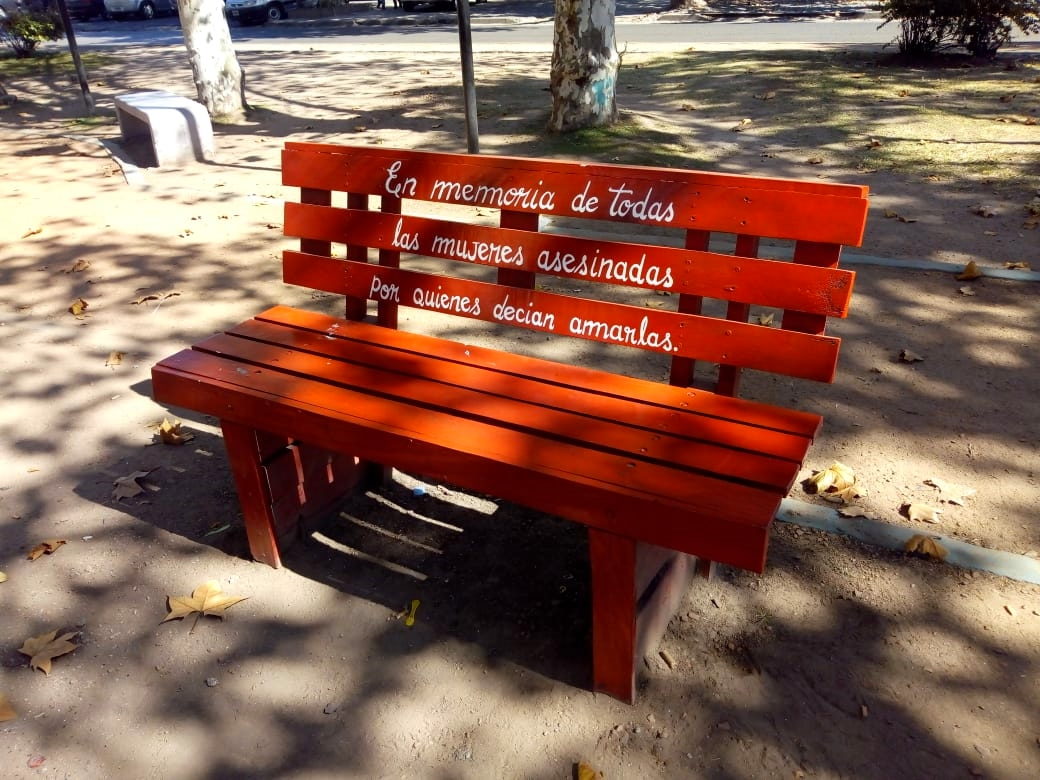
Banco conmemorativo a mujeres víctimas de femicidios en el paseo de las esculturas.
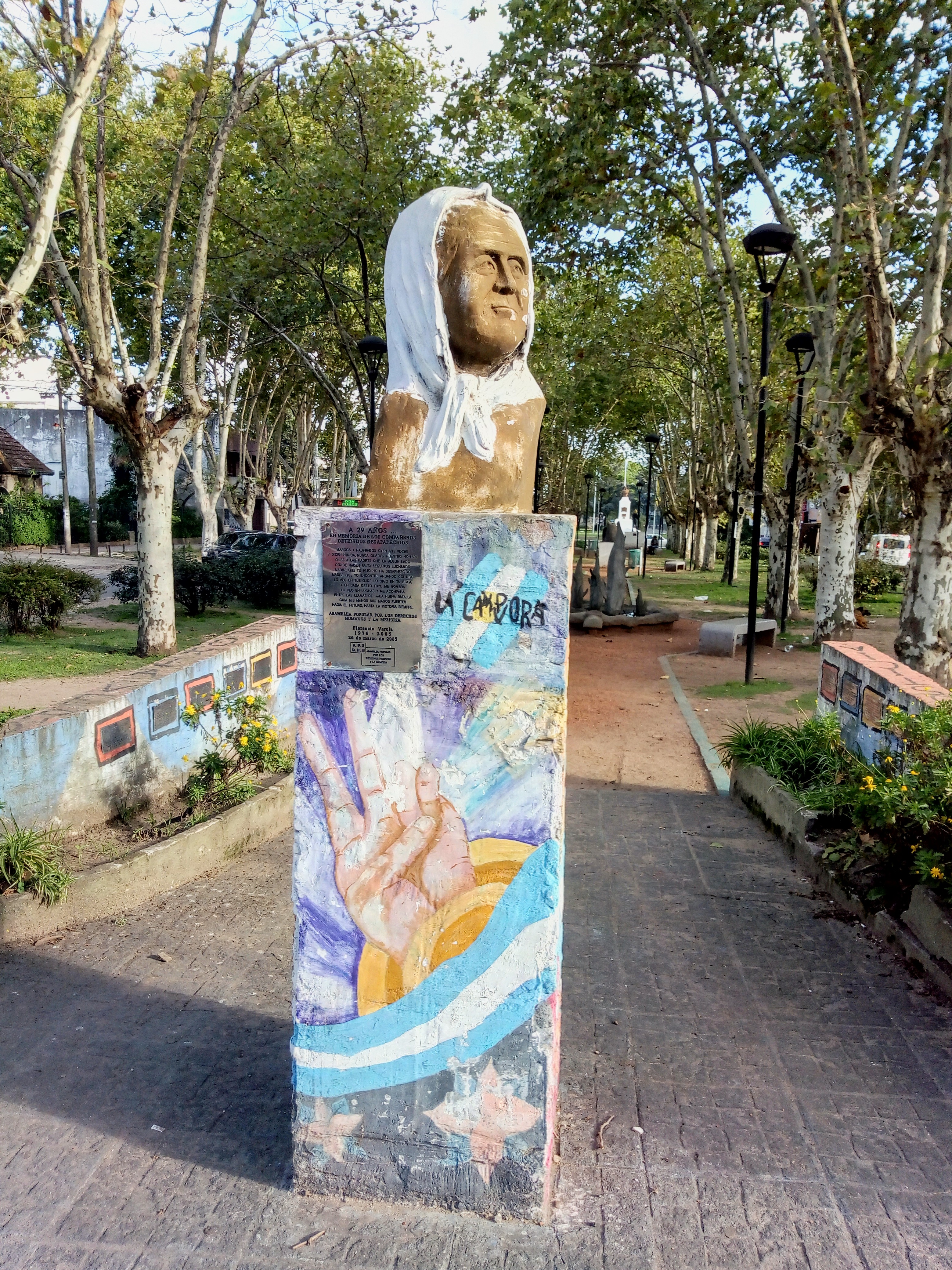
Busto homenaje Madres y Abuelas de Plaza de Mayo, a los lados hay placas con nombres de desaparecidos varelenses de la última dictadura militar, esquina Sallarés - Vélez Sársfield.
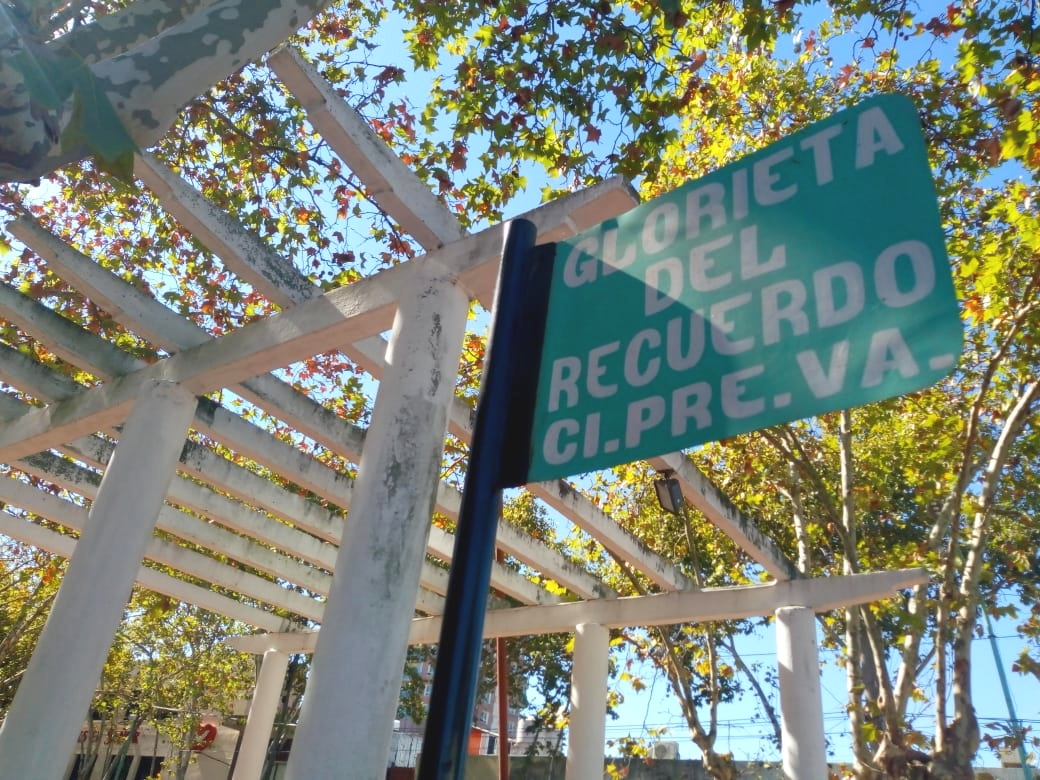
Glorieta del recuerdo Ci.Pre.Va. (Círculo de la Prensa Varelense), frente al busto anterior, a un costado de la misma hay placas con nombres de trabajadores de prensa locales fallecidos.
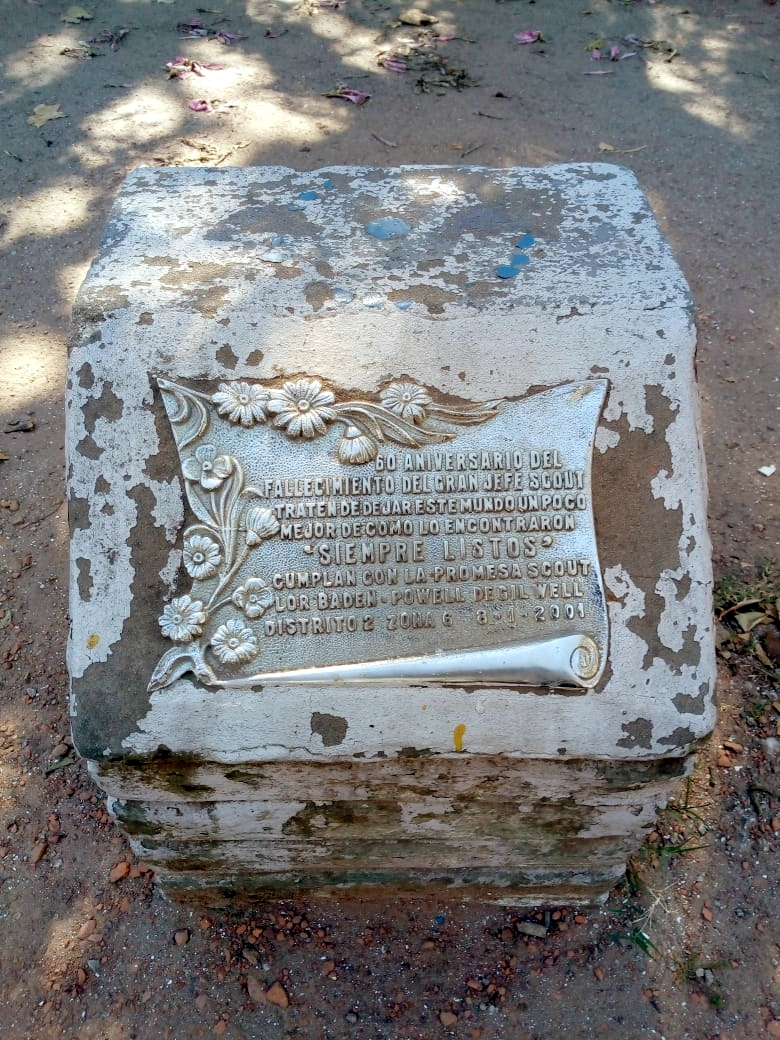
Placa conmemorativa al 60 aniversario del fallecimiento del fundador del Movimiento Scout Mundial, Robert Baden-Powell, frente al busto anterior.
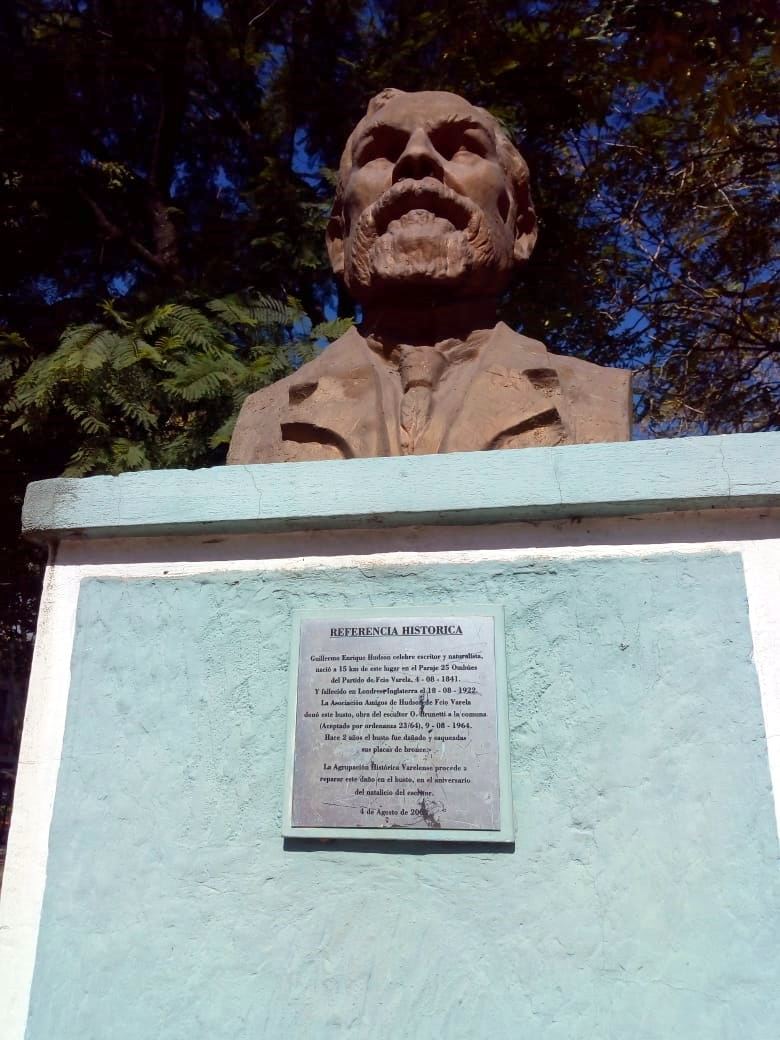
Busto del naturalista y escritor Guillermo E. Hudson, esquina Aristóbulo del Valle - Batalla de Ayacucho.
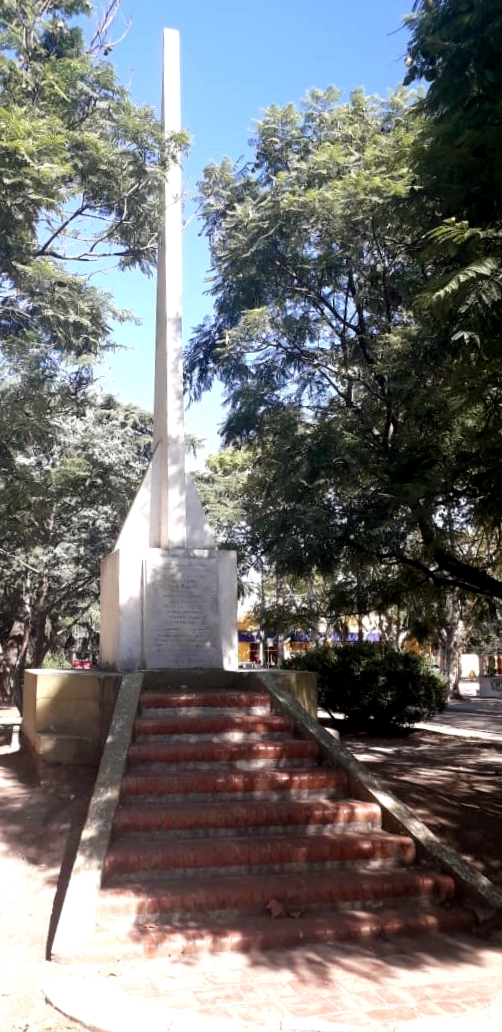
Monumento en homenaje a la declaración de ciudad al pueblo de Florencio Varela, frente a la Plaza San Juan Bautista.
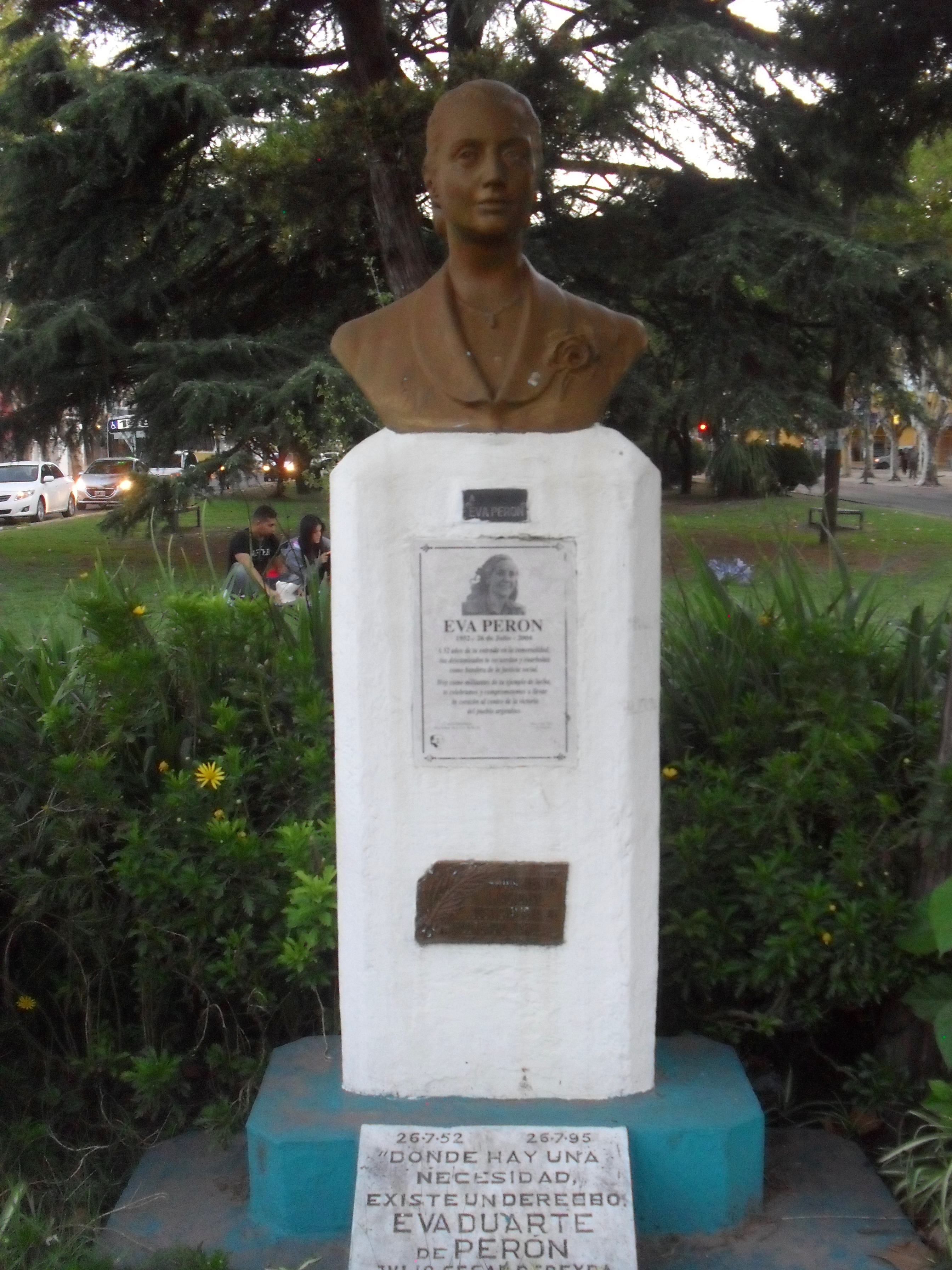
Busto de Eva Perón, esquina Alem - Batalla de Chacabuco.
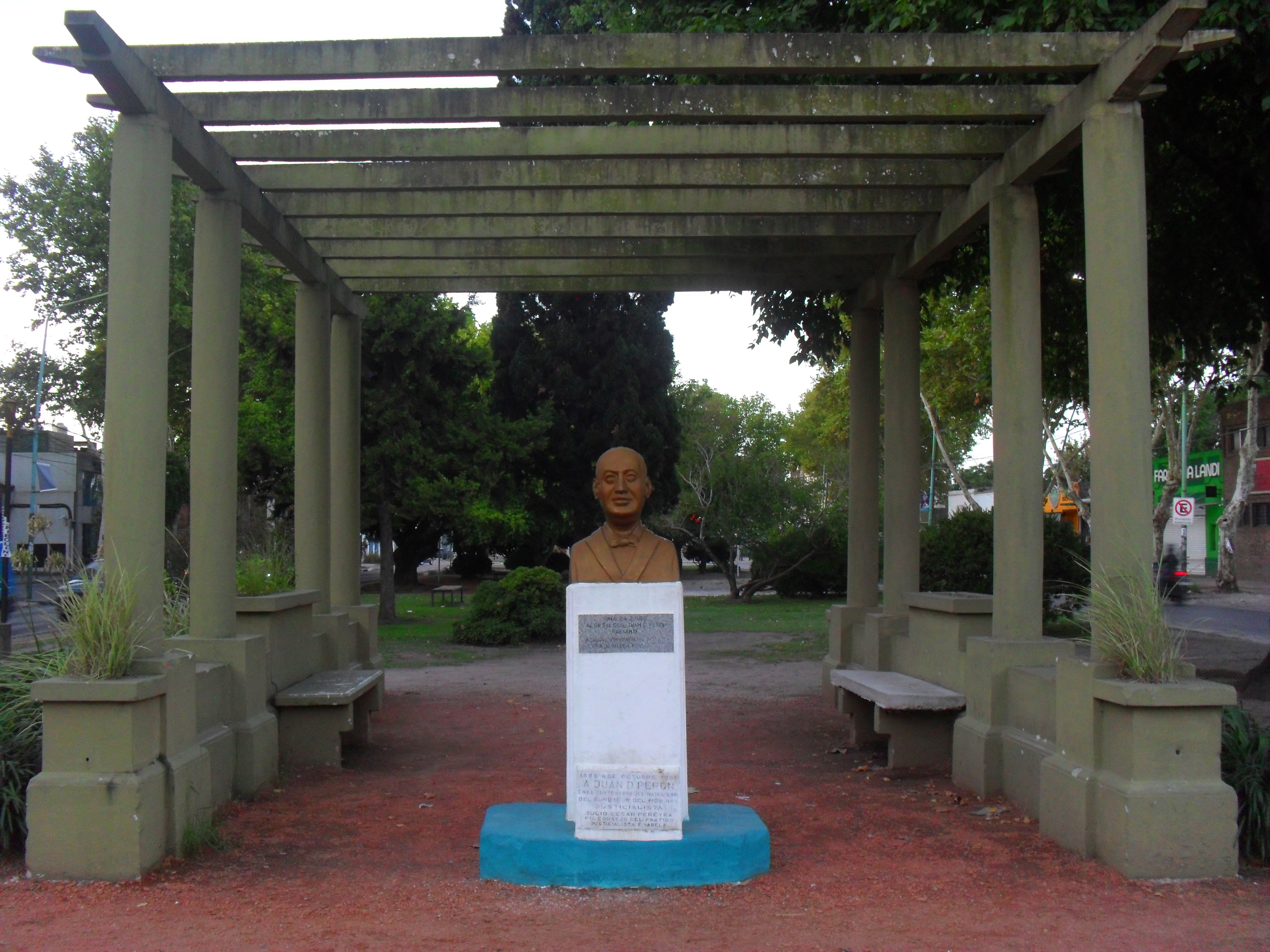
Busto del Gral. Juan Domingo Perón y glorieta, frente al busto anterior.
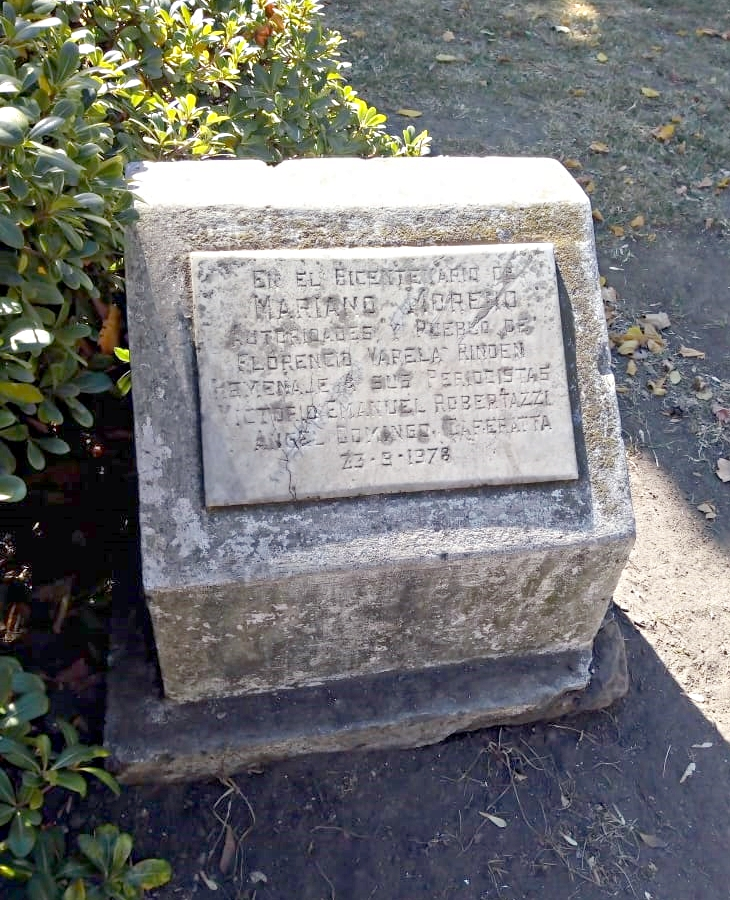
Placa homenaje a dos periodistas oriundos de la localidad, a pasos de la glorieta anterior.
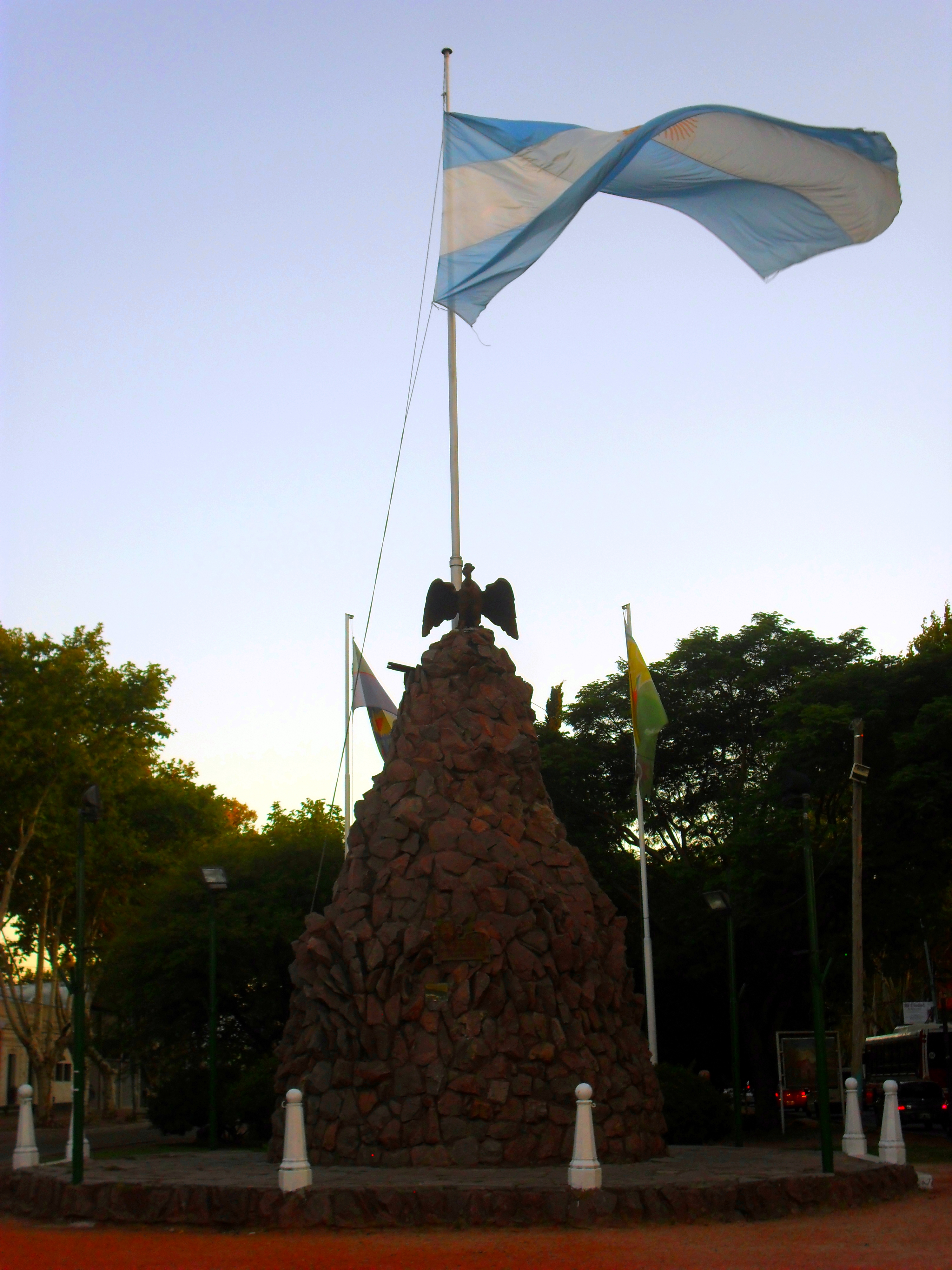
Monumento a la Bandera, conocido como "Bicho Canasto", esquina 9 de Julio - Castelli.
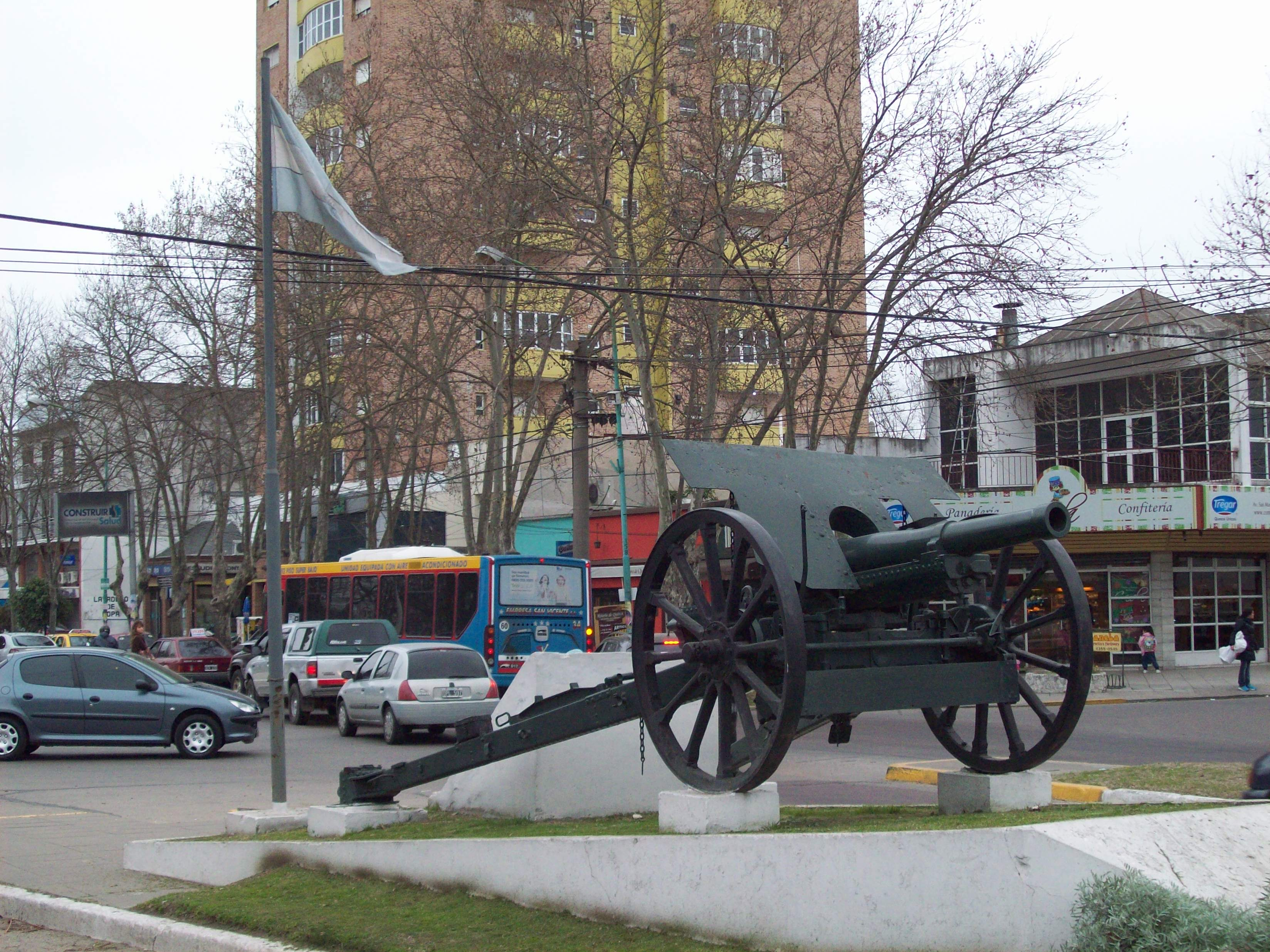
Replica de un cañón de 105 mm usado en la guerra de las Malvinas, frente al monumento anterior.
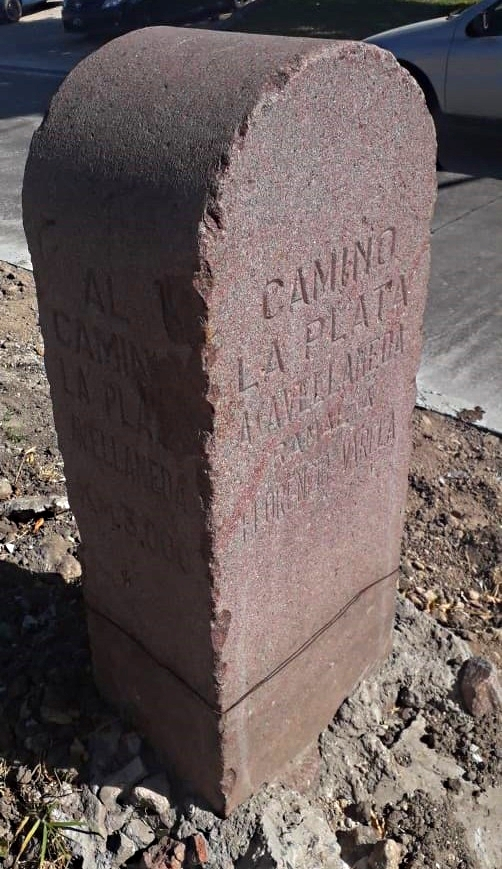
Mojón que indica la distancia entre Florencio Varela y Avellaneda y la Plata, esquina Dorrego.

## Locales
- Datos: Q16489286